# Carnotov izrek (termodinamika)
Carnotov izrek (tudi Carnotovo pravilo) podaja načelo izkoristka idealnega toplotnega oziroma hladilnega stroja. Izrek se imenuje po francoskem matematiku in fiziku Nicolasu Léonardu Sadiju Carnotu.
Izrek izjavlja, da je izkoristek toplotnega stroja, ki izvaja desno krožno spremembo (= proces je reverzibilen, ohranja se entropija ΔS=0 → posledica drugega zakona termodinamike), odvisen od najvišje in najnižje temperature plina med ciklom. Ali drugače rečeno: izkoristek toplotnega stroja, ki deluje med dvema toplotnima rezervoarjema ne more biti večji od izkoristka Carnotovega toplotnega stroja, ki deluje v enaki toplotni okolici.
Izrek je bil eden od odločilnih temeljnih kamnov pri opredelitvi 2. zakona termodinamike. Pri pretvarjanju toplote v mehansko energijo, predstavlja toplotni izkoristek toplotnega stroja delež energije, ki se je pretvorila v koristno absolutno delo (delo tlaka) {\displaystyle W_{n}}:
{\displaystyle \eta _{th}\equiv {\frac {W_{n}}{Q_{do}}}\!\,}
Carnot je pokazal, da je največji možen toplotni izkoristek katerekoli vrste stroja enak:
{\displaystyle \eta \leq \eta _{th}={\frac {W}{Q_{t}}}=1-{\frac {T_{h}}{T_{t}}}={\frac {\Delta T}{T_{t}}}\!\,,}
kjer je:
{\displaystyle W} odvedeno delo,
{\displaystyle Q_{t}} dovedena toplota (toplo telo),
{\displaystyle T_{h}} absolutna temperatura hladnega telesa in
{\displaystyle T_{t}} temperatura toplega telesa.
Carnotov izrek omejuje koristnost cikličnih toplotnih strojev kot so parni stroji ali motorji z notranjim zgorevanjem, v kateri se izvaja desna Carnotova krožna sprememba. Iz toplote delovnega sredstva lahko ti stroji dajo le določen delež mehanske energije in pri tem je najboljši idealni Carnotov toplotni stroj.